# Morawica (województwo małopolskie)
Morawica – wieś w Polsce, położona w województwie małopolskim, w powiecie krakowskim, w gminie Liszki. Znajduje się w obrębie dwóch regionów geograficznych; Garbu Tenczyńskiego zaliczanego do Wyżyny Krakowsko-Częstochowskiej i Obniżenia Cholerzyńskiego będącego mezoregionem Bramy Krakowskiej. W latach 1975–1998 miejscowość administracyjnie należała do województwa krakowskiego.
Przez miejscowość przebiega autostrada A4 (w tym miejsce obsługi podróżnych MOP-Morawica; w kierunku Krakowa).

## Integralne części wsi
| SIMC    | Nazwa         | Rodzaj    |
| ------- | ------------- | --------- |
| 0325630 | Bory          | część wsi |
| 0325647 | Duża Morawica | część wsi |
| 0325653 | Granice       | część wsi |
| 0325660 | Mała Morawica | część wsi |
| 0325676 | Pastwisko     | część wsi |
| 0325682 | Zagrody       | część wsi |

## Historia
Wieś w okresie średniowiecza stanowiła wraz z okolicznymi dobrami siedzibę rodu Toporczyków (Toporów), którzy później przyjęli nazwisko Tęczyńskich. Najstarsza wzmianka o rycerzach z Morawicy znajduje się w „Cudach św. Stanisława – Żywot większy” (łac. Vita Sancti Stanislai – Vita maior) Wincentego z Kielczy; wspomniany jest tam rycerz Andrzej z Morawicy oraz proboszcz z Morawicy o imieniu Świętek (1247–1253) – jest to również najstarsza wzmianka o parafii w Morawicy. W XIV wieku Toporczycy przenieśli swoją siedzibę do zamku Tenczyn, którego budowę rozpoczął w 1319 roku kasztelan krakowski Jan Nawój z Morawicy. Około 1408 roku kaplicę zamkową przekształcono w murowany kościół; wykorzystano do tego celu kamienie pochodzące z rozbiórki części zamku w Morawicy. W „Księdze uposażeń diecezji krakowskiej” (Liber beneficiorum dioecesis Cracoviensis, 1470–1480) Jana Długosza znajduje się informacja, że kościół w Morawicy, wzniesiony w 1408 roku, był „zbudowany z białego kamienia” (łac. ex albo lapide murata).
W XVII wieku wieś przeszła w ręce Czartoryskich. W 1743 roku stary kościół rozebrano i na jego miejscu zbudowano obecny kościół ze środków przekazanych przez Augusta Aleksandra Czartoryskiego. Od połowy XIX wieku Morawica była własnością rodu Potockich, którzy przed II wojną światową sprzedali dobra w Morawicy Andrzejowi Jaworowskiemu.

## Zabytki
Obiekty wpisane do rejestru zabytków nieruchomych województwa małopolskiego.
- Kościół parafialny pw. św. Bartłomieja, dzwonnica, ogrodzenie oraz wzgórze kościelne (dawne zamkowe). Kościół barokowy z 1743 roku, projekt arch. Franciszek Placidi;
- Plebania z otoczeniem. Pierwotnie zbudowane w XII wieku romańskie palatium rodu Toporczyków[9]. Następnie budynek był częścią zamku obronnego w średniowieczu. Plebania przebudowana w 1666 roku w stylu barokowym[7];

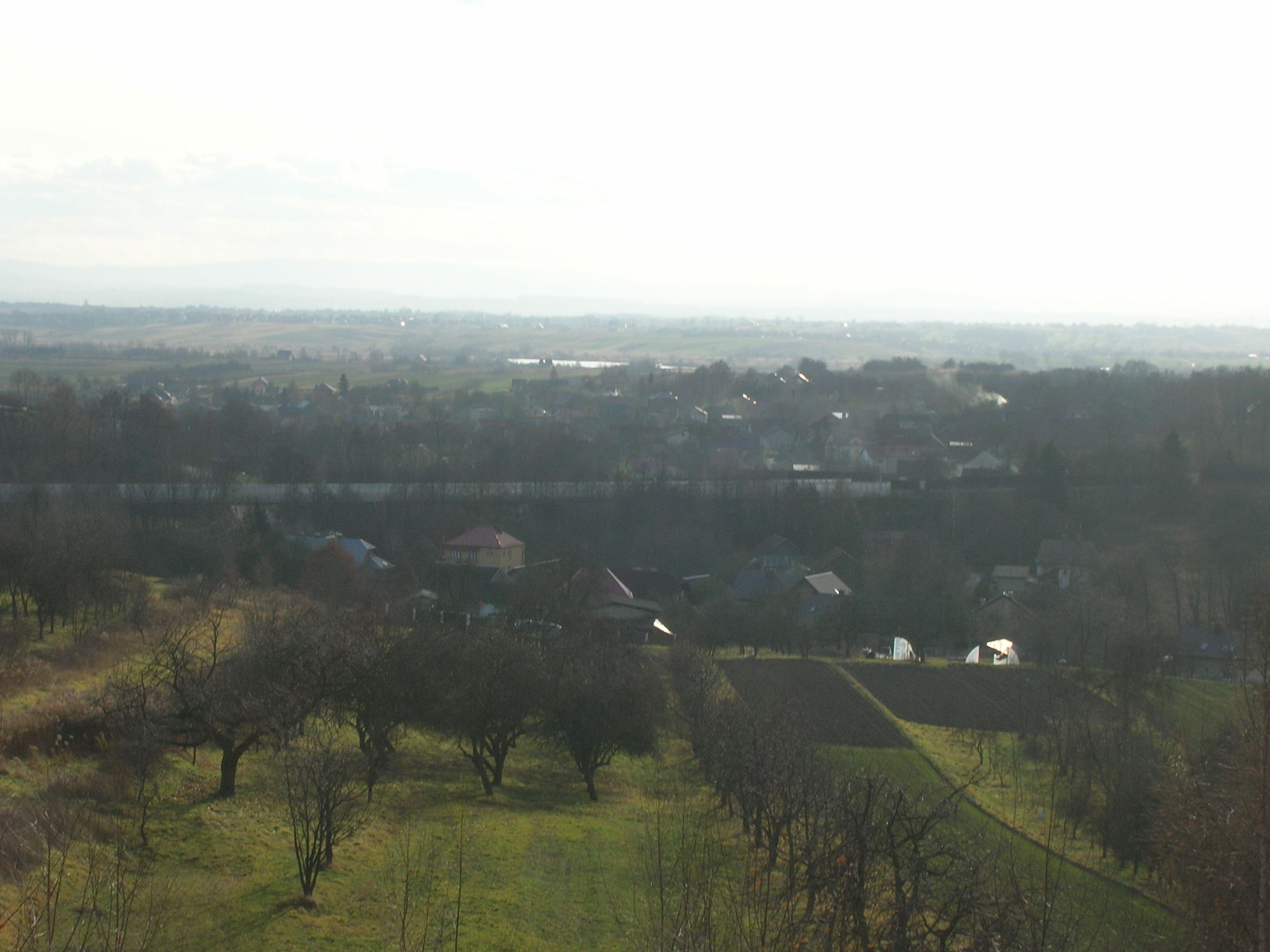
Mała Morawica

- zespół dworski: dwór, park;